# Кутиково
Ку́тиково (до 1948 года Бештары́м Неме́цкий; укр. Кутікове, крымскотат. Nemse Beş Tarım, Немсе Беш Тарым) — исчезнувшее село в Ленинском районе Республики Крым, располагавшееся на юго-востоке района и Керченского полуострова, примерно в 5 км к востоку от современного села Пташкино. На месте села существуют несколько жилых строений Высоковского лесничества.

## История
Впервые в доступных источниках селение встречается на верстовой карте Крыма 1896 года, где в селении обозначено 18 дворов с немецким населением. По «…Памятной книжке Таврической губернии на 1902 год» в деревне Немецкий Бештарым, входившей в Ново-Александровское сельское общество Сарайминской волости Феодосийского уезда, числилось 128 жителей, домохозяйств не имеющих. Согласно энциклопедическому словарю «Немцы России», это было поселение крымских немцев лютеран на арендованной земле, с населением 40 человек на 1904 год. По Статистическому справочнику Таврической губернии. Ч.II-я. Статистический очерк, выпуск пятый Феодосийский уезд, 1915 год, в деревне Бештарем Немецкий (на земле Месаксуди и Калининой) Сарайминской волости Феодосийского уезда числилось 13 дворов (все дворы безземельные) с немецким населением в количестве 91 человек только «посторонних» жителей, из которых 44 мужчины и 47 женщин. Жители землёй не владели, в примечании указано, что у Месаксуди при селении было 900 десятин земли. В хозяйствах имелось 99 лошадей, 24 вола и 54 коровы.
После установления в Крыму Советской власти, по постановлению Крымревкома, 25 декабря 1920 года из Феодосийского уезда был выделен Керченский (степной) уезд, а, постановлением ревкома № 206 «Об изменении административных границ» от 8 января 1921 года была упразднена волостная система и в составе Керченского уезда был создан Керченский район в который вошло село (в 1922 году уезды получили название округов. 11 октября 1923 года, согласно постановлению ВЦИК, в административное деление Крымской АССР были внесены изменения, в результате которых округа были отменены и основной административной единицей стал Керченский район в который вошло село. Согласно Списку населённых пунктов Крымской АССР по Всесоюзной переписи 17 декабря 1926 года, в селе Бештарым (немецкий), Марьевского сельсовета Керченского района, числилось 13 дворов, все крестьянские, население составляло 67 человек, из них 48 немцев, 14 армян, 2 русских и 3 украинцев. Постановлением ВЦИК «О реорганизации сети районов Крымской АССР» от 30 октября 1930 года (по другим сведениям 15 сентября 1931 года) Керченский район упразднили и село включили в состав Ленинского, а, с образованием в 1935 году Маяк-Салынского района (переименованного 14 декабря 1944 года в Приморский) — в состав нового района. На подробной карте РККА Керченского полуострова 1941 года в селе отмечено 9 дворов. Вскоре после начала Великой Отечественной войны, 18 августа 1941 года крымские немцы были выселены, сначала в Ставропольский край, а затем в Сибирь и северный Казахстан.
После освобождения Крыма от фашистов, 12 августа 1944 года было принято постановление № ГОКО-6372с «О переселении колхозников в районы Крыма» и в сентябре того же года в район приехали первые новоселы 204 семьи из Тамбовской области, а в начале 1950-х годов последовала вторая волна переселенцев из различных областей Украины. С 25 июня 1946 года селение в составе Крымской области РСФСР. Указом Президиума Верховного Совета РСФСР от 18 мая 1948 года, село, как просто Бештарым, переименовали в Кутиково. 26 апреля 1954 года Крымская область была передана из состава РСФСР в состав УССР. Исключено из учётных данных в 1955 году (согласно справочнику «Крымская область. Административно-территориальное деление на 1 января 1968 года» — в период с 1954 по 1968 год, как село Заветненского сельсовета).